# HV Ventura
Ventura is een Nederlandse handbalvereniging uit het Zuid-Hollandse Schiedam. Ventura is ontstaan door een fusie tussen H.V.C. en U.V.G. op 1 juni 1997.
Het eerste damesteam speelt in het seizoen 2020/2021 in de tweede divisie en het tweede damesteam een divisie lager (hoofdklasse). Het eerste herenteam speelt vanaf seizoen 2021/2022 tweede divisie.

## Resultaten

### Heren (2011 - heden)
- 2011 7e
Eerste divisie
- 2012 14e
Eerste divisie
- 2013
- 2014
- 2015
- 2016
- 2017
- 2018
- 2019 2e
Hoofdklasse C
- 2020 4e
Hoofdklasse C
- 2021
- 2022 2e
Tweede divisie A

- Eerste divisie
- Tweede divisie
- Hoofdklasse

### Dames (2017 - 2020)
| 1 HD |

| 4 2B |

| 4 2B |

| 6 2B |

| Tweede divisie | Hoofdklasse |  |

## Erelijst

### Dames
| Nationaal   |    |         |
| Hoofdklasse | 1x | 2016/17 |